# База даних XML
База даних XML — програмна система збереження даних, яка дозволяє вказати дані та іноді зберегти їх у форматі XML. Ці дані можна запитувати, трансформувати, експортувати та повертати до викликуваної системи. Бази даних XML є атрибутом баз даних, орієнтованих на документи, які в свою чергу належать до категорії NoSQL баз даних.

## Обґрунтування для XML в базах даних
Існує ряд причин для прямого визначення даних в XML або інших форматах документів, таких як JSON. Зокрема, для XML вони включають:
- Підприємство може мати багато XML в стандартному форматі, який існує
- Може знадобитися, щоб дані показали або сприйняли як XML, тому використання іншого формату, таких як реляційних сил подвійного моделювання даних
- XML дуже добре підходить до розріджених даних, які глибоко захованих даних та змішаного змісту (наприклад текст із вбудованими мітками)
- XML є легким для читання людьми, тоді як реляційні таблиці вимагають знань для доступу
- Метадані часто доступні як XML
- Семантичні вебдані доступні як RDF / XML

Стів О'Коннелл дає одну причину для використання XML у базах даних: все частіше використовується XML для транспортування даних, що означає, що «дані витягуються з баз даних і поміщаються в XML-документи і навпаки». Це може виявитися більш ефективним (з точки зору вартості конвертації) та швидше для збереження даних у форматі XML. У додатках на основі змісту можливість чистої бази даних XML також мінімізує потребу вилучення або введення метаданих для підтримки пошуку та навігації.

## Бази даних з підтримкою XML
Бази даних з підтримкою XML за звичай пропонують одну чи більше з подальших підходів для збереження XML в межах традиційних реляційних структур:
1. XML зберігається в CLOB (Великі символьні об'єкти)
2. XML «подрібнена» в серії таблиць на основі схеми
3. XML зберігається у власному XML -типі, який визначений стандартом ISO 9075-14

RDBMS, які підтримують тип ISO XML:
1. IBM DB2 (pureXML)
2. Microsoft SQL Server
3. Oracle Database
4. PostgreSQL

Як правило, база даних з підтримкою XML найкраще підходить там, де більшість даних не XML. Для наборів даних, де більшість даних є XML, чиста база даних XML найкраще підходить.

### Приклад запиту типу XML у IBM DB2 SQL
```
select

   
id
,
 
vol
,
 
xmlquery
(
'$j/name'
,
 
passing
 
journal
 
as
 
"j"
)
 
as
 
name

from

   
journals

where
 

   
xmlexists
(
'$j[licence="CreativeCommons"]'
,
 
passing
 
journal
 
as
 
"j"
)

```

## Чисті бази даних XML
Чисті бази даних XML спеціально розроблені для роботи з даними XML. Оскільки керування XML як великими рядками буде неефективним, а завдяки ієрархічній природі XML, спеціальні оптимізовані структури даних використовуються для зберігання та запитів. Це, як правило, підвищує продуктивність як з точки зору запитів і оновлень, доступних лише для читання. XML-вузли та документи є основною одиницею (логічного) сховища, так само як реляційна база даних містить поля та рядки.
Стандарт для запиту даних XML за рекомендацією W3C — це XQuery; останньою версією є XQuery 3.1. XQuery включає XPath як підмову, і сам XML є дієвою підсистемою XQuery. На відміну від баз даних з підтримкою XML, чиста база даних забезпечує повну підтримку XQuery. Окрім XPath, деякі бази даних XML підтримують XSLT як метод перетворення документів або результатів запитів, отриманих з бази даних.

### Особливості мови
| Ім'я                   | Ліцензія           | Рідна мова | XQuery 3.1 | XQuery 3.0 | XQuery 1.0 | XQuery Update                       | XQueryFull Text                     | EXPath Extensions | EXQuery Extensions | XSLT 2.0 | XForms 1.1 | XProc 1.0 |
| ---------------------- | ------------------ | ---------- | ---------- | ---------- | ---------- | ----------------------------------- | ----------------------------------- | ----------------- | ------------------ | -------- | ---------- | --------- |
| BaseX                  | BSD                | Java       | Так        | Так        | Так        | Так                                 | Так                                 | Так               | Так                | Так      | Так        | Ні        |
| eXist                  | GNU LGPL           | Java       | Частково   | Частково   | Так        | Пропрієтарне програмне забезпечення | Пропрієтарне програмне забезпечення | Так               | Так                | Так      | Так        | Так       |
| MarkLogic Server       | Комерційна         | C++        | Ні         | Частково   | Так        | Пропрієтарне програмне забезпечення | Пропрієтарне програмне забезпечення | Ні                | Ні                 | Так      | Так        | Ні        |
| OpenText xDB           | Комерційна         | Java       | Частково   | Частково   | Так        | Так                                 | Так                                 | Ні                | Ні                 | Ні       | Ні         | Ні        |
| Oracle Berkeley DB XML | Комерційна         |            |            |            |            |                                     |                                     |                   |                    |          |            |           |
| Qizx                   | Комерційна         | Java       | Ні         | Ні         | Так        | Так                                 | Так                                 | Ні                | Ні                 | Так      | Ні         | Ні        |
| Sedna                  | Apache License 2.0 |            |            |            |            |                                     |                                     |                   |                    |          |            |           |

### Підтримувані API
| Ім'я             | XQJ | XML: DB | RESTful | RESTXQ | WebDAV |
| ---------------- | --- | ------- | ------- | ------ | ------ |
| BaseX            | Так | Так     | Так     | Так    | Так    |
| eXist            | Так | Так     | Так     | Так    | Так    |
| MarkLogic Server | Так | Ні      | Так     | Так    | Так    |
| Qizx             | Ні  | Ні      | Так     | Ні     | Ні     |
| Sedna            | Так | Так     | Ні      | Ні     | Ні     |

## Дані-орієнтовані набори даних XML
Для даних, орієнтованих на набори даних XML, унікальний та чіткий метод пошуку ключових слів, а саме XDMA для баз даних XML сплановано та розроблено на основі подвійної індексації та взаємного підсумовування.